# کوه اولیگالائو
کوه اولیگالائو (به لاتین: Mount Uluigalau) یک کوه است که در فیجی واقع شده‌است. کوه اولیگالائو ۱٬۲۴۱ متر بالاتر از سطح دریا واقع شده‌است.